# Piranhas (Goiás)
Piranhas es un municipio del estado brasileño de Goiás. Su población estimada en 2014 era de 14 068 habitantes. Está situada a 310 km de Goiânia y a 510 km de Brasilia.